# Непружне розсіювання
Непружне розсіювання — зіткнення частинок (включаючи зіткнення з фотонами), що супроводжується зміною їхнього внутрішнього стану, перетворенням на інші частинки або додатковим народженням нових частинок.
Непружним розсіюванням є, наприклад, збудження або іонізація атомів при їх зіткненнях, ядерні реакції, перетворення елементарних частинок при зіткненнях або множинне народження частинок. Для кожного типу («каналу») непружного розсіяння існує своя найменша (гранична) енергія зіткнення, починаючи з якої можливе протікання даного процесу. Повна ймовірність розсіювання при зіткненні частинок (що характеризується повним ефективним перерізом розсіювання) складається з ймовірностей пружного розсіяння і непружного розсіяння; при цьому між пружним і непружними процесами існує зв'язок, обумовлений оптичною теоремою.
Поняття непружного розсіяння зустрічається у багатьох розділах фізики. Наприклад, у фізичній оптиці прикладом непружного розсіяння є розсіяння світла на абсолютно чорному тілі.
| Фізика | Це незавершена стаття з фізики. Ви можете допомогти проєкту, виправивши або дописавши її. |